# Фонсека, Омар да
Ома́р да Фонсе́ка (исп. Omar da Fonseca; род. 20 октября 1959, Буэнос-Айрес) — аргентинский футболист. Выступал на позициях нападающего и полузащитника.

## Клубная карьера
Омар да Фонсека начал карьеру футболиста в аргентинском клубе «Велес Сарсфилд». Форвард сыграл за команду 2 матча в 1978 году, а затем выступал на протяжении ещё 2 сезонов. По итогам Метрополитано 1979 года да Фонсека стал вице-чемпионом страны. В 1981 году футболист продолжил карьеру в «Бельграно». В 1982 году, выступая за клуб «Ренато Чезарини», нападающий забил 9 голов в 13 сыгранных матчах. 
С лета 1982 года и до окончания карьеры в 1990 году Омар да Фонсека выступал за французские клубы, первым из которых стал «Тур». С этой командой форвард в сезоне 1982/83 вылетел из Дивизиона 1, однако на следующий год «Тур» выиграл Дивизион 2 в группе B, а его аргентинский нападающий стал лучшим бомбардиром турнира. В общей сложности за 3 сезонов, проведённых в «Туре», да Фонсека сыграл в различных турнирах 116 матчей и забил 51 мяч
.
В 1985 году аргентинец перешёл в «Пари Сен-Жермен» и стал в составе столичной команды чемпионом Франции, в 17 проведённых за сезон матчах забив 2 гола. С 1986 по 1988 год Омар да Фонсека выступал за «Монако» и в составе этой команды в сезоне 1987/88 вновь стал чемпионом Франции. В 1988—1990 годах нападающий выступал за «Тулузу», после чего завершил карьеру игрока.

## Достижения

### Командные
Велес Сарсфилд
- Вице-чемпион Аргентины (1): 1979 (Метрополитано)

 Тур
- Победитель Дивизиона 2 (1): 1983/84

 Пари Сен-Жермен
- Чемпион Франции (1): 1985/86

 Монако
- Чемпион Франции (1): 1987/88

### Личные
- Лучший бомбардир группы B Лиги 2 (1): 1983/84 (23 гола)